# Passau járás
Passau járás egy járás Bajorországban. Passau járás Freyung-Grafenau, Deggendorf, Rottal-Inn, Rohrbachi, Schärdingi, Passau, Wegscheid, Griesbach, Landkreis Vilshofen, Grafenau és Wolfstein járásokkal határos. Lakosainak száma 190 504 fő (2017. december 31.).
Adminisztratív együttmükosések (Verwaltungsgemeinschaften)
1. Aidenbach (Aidenbach és Beutelsbach)
2. Rotthalmünster (Malching és Rotthalmünster)
3. Tittling (Tittling és Witzmannsberg)

## Népesség
A járás népessége az elmúlt években az alábbi módon változott:
| Lakosok száma | 35 496 | 41 612 | 42 650 | 60 355 | 149 105 | 162 355 | 184 905 | 186 284 | 188 336 | 190 504 |
|               | 1871   | 1900   | 1925   | 1961   | 1973    | 1987    | 2012    | 2014    | 2015    | 2017    |